# کیوپریس-ویسکونه
کیوپریس-ویسکونه (به ایتالیایی: Chiopris-Viscone) یک کومونه در ایتالیا است که در استان اودینه واقع شده‌است. کیوپریس-ویسکونه ۹٫۰ کیلومتر مربع مساحت و ۶۳۹ نفر جمعیت دارد و ۳۳ متر بالاتر از سطح دریا واقع شده‌است.